# Martin František Vích

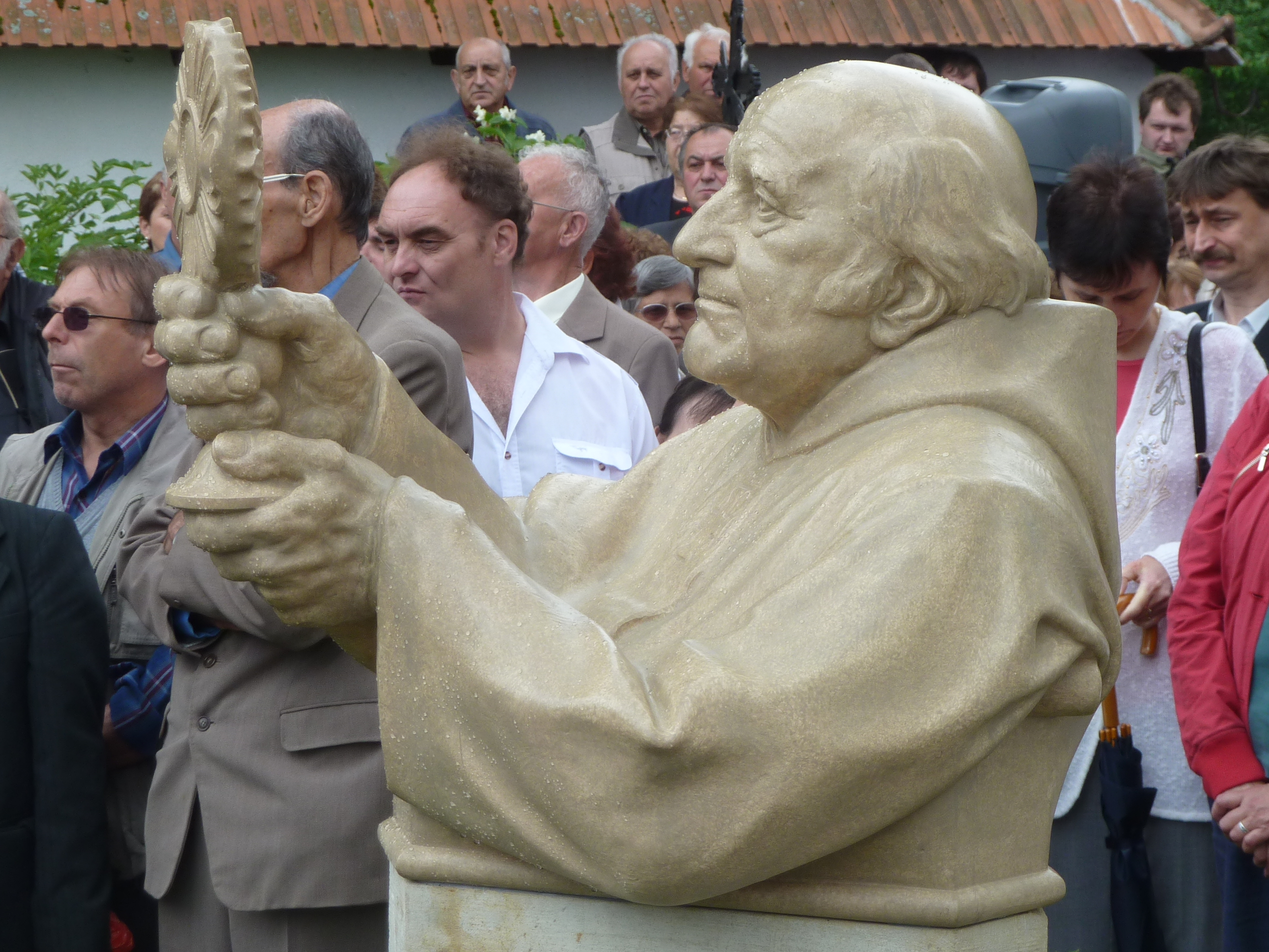
Pomník Martinu Františku Víchovi

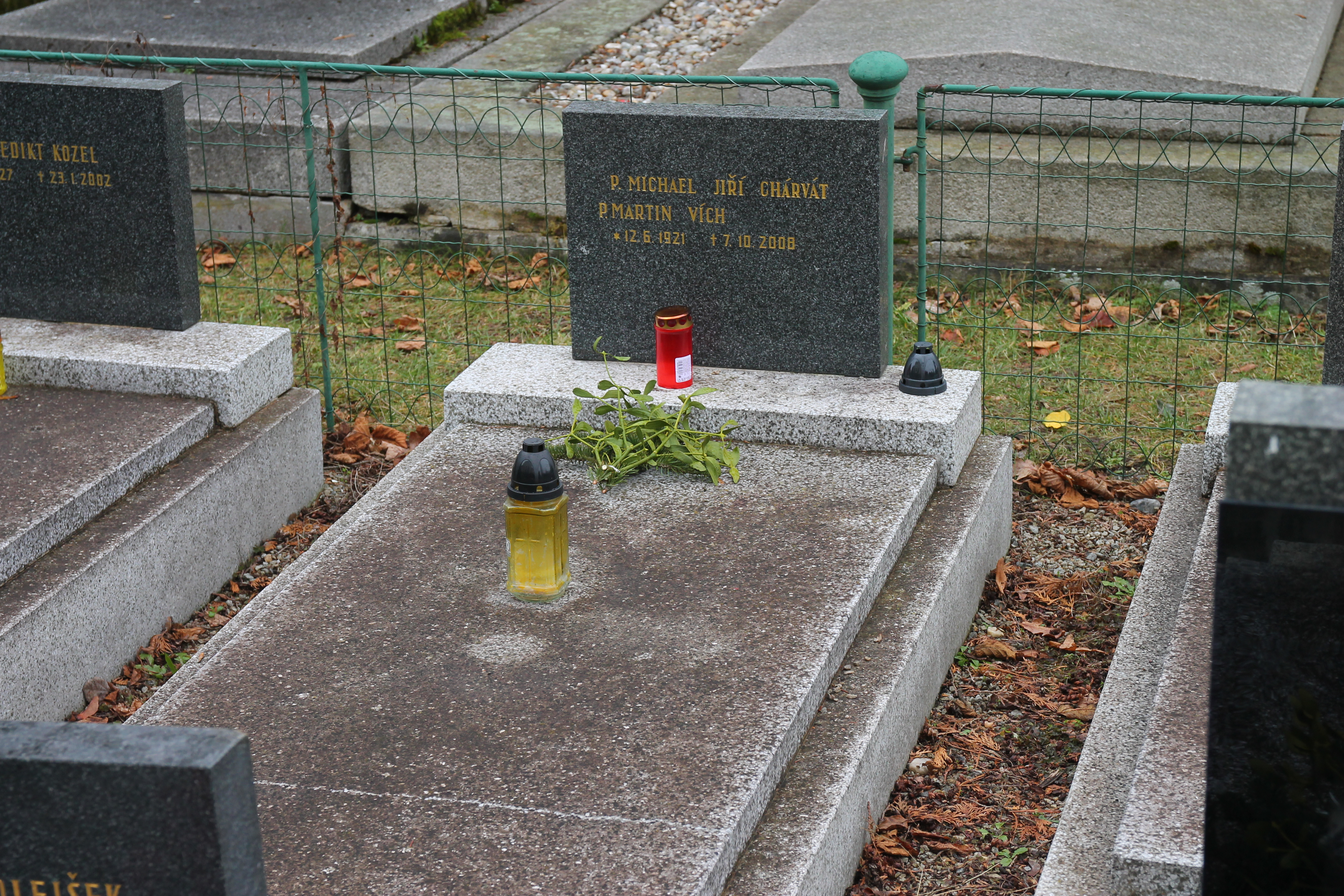
Hrob P. Vícha v Mladém

Martin František Vích CFSsS (12. června 1921 Dolní Újezd – 7. října 2008 Strakonice) byl katolický kněz a petrin, bývalý politický vězeň a člen Konfederace politických vězňů České republiky ve Strakonicích.

## Život
V roce 1949 byl vysvěcen na kněze. Dne 21. srpna 1953 byl přímo v kostele zatčen a ve vykonstruovaném procesu odsouzen na 10 let vězení. Sedm let z toho strávil v dole Tmavák ve Rtyni v Podkrkonoší. Při závalu byl těžce zraněn, přesto dokázal zachránit život spoluvězni, evangelickému faráři. Následky těžkého zranění nesl celý život. Zbývající roky vězení strávil ve věznicích Mírov a Valdice. V roce 1967 byl Vích opět vzat do duchovní služby, konkrétně do vesnice Dobrš v Šumavském podhůří. V roce 2005 mu prezident Václav Klaus propůjčil Řád Tomáše Garrigua Masaryka za vynikající zásluhy o demokracii a lidská práva.
V posledních dvou letech žil v Němčicích, kde se o něj starali klienti komunity Sananim. Páter Martin Vích zemřel opatřen svátostmi krátce před půlnocí 7. října 2008 v nemocnici ve Strakonicích.
Dne 11. června 2011 byl po mši svaté na dobršském hřbitově Martinu Františku Víchovi odhalen pomník za účasti příslušníků KPV ČR, historika Martina Putny, poradce prezidenta ČR Josefa Kalbáče a mluvčího prezidenta ČR Petra Hájka.
Je pohřben v Mladém.

## Dílo
- Na Dobrši. Listy z Pošumaví (dvě vydání v roce 2007)[3]